# Осакская биржа ценных бумаг
Осакская биржа ценных бумаг (яп. 株式会社大阪証券取引所 кабусикигайся о:сака сё:кэн торихикидзё) — второй по величине биржевой рынок в Японии. Торгует акциями, фьючерсами, опционами.
Биржа входит в Федерацию фондовых бирж Азии и Океании.

## История
Osaka Stock Exchange Co., Ltd. была основана в 1878 году.
В июне 1943 года биржа стала подразделением Japan Securities Exchange в Осаке. Однако, деятельность Japan Securities Exchange была приостановлена в 1945 году, а в 1947 году биржа была официально ликвидирована.
Базой воссоздания Осакской биржи стал новый закон о биржах и ценных бумагах, принятый в 1948 году. Результатом стало создание Osaka Securities Exchange в 1949 году.
В 1956 году на бирже была воссоздана система торговли облигациями.
В 1973 году биржа стала ассоциированным членом Международной ассоциации бирж.
В 1974 году была запущена компьютерная система хранения информации. Полностью торговля на бирже стала электронной к 1999 году.
В 2001 году Осакская фондовая биржа была объединена с Киотской фондовой биржей.
1 апреля 2010 купила JASDAQ Securities Exchange, ставшую одним из рынков Осакской биржи.
В 2012 Токийская фондовая биржа осуществила поглощение Осакской фондовой, объединенная компания, основанная 1 января 2013, получила название Japan Exchange Group, Inc.